# Аблей (река)
Абле́й — река на Среднем Урале, в Горнозаводском округе Свердловской области России. Протекает в муниципальном образовании «город Нижний Тагил» и Кировградском муниципальном округе.
Исток реки находится в болоте под горой Аблей хребта Весёлые горы, близ посёлка Лёвиха. Устье реки находится в 360 км по левому берегу реки Тагил. Длина реки Аблей составляет 11 километров, по другим данным — 15 км.
Река пересекает дорогу Кировград — Лёвиха и протекает по Красному болоту. На северном берегу реки расположен выработанный Аблейский медный рудник, где до революции велась добыча медной руды.

## Данные водного реестра
По данным государственного водного реестра России, река Аблей относится к Иртышскому бассейновому округу, речному бассейну Иртыша, речному подбассейну Тобола. Водохозяйственный участок — Тагил от истока до города Нижнего Тагила, без реки Чёрной.